# ديفيد تيريل
ديفيد تيريل (بالإنجليزية: David Terrell) هو فنان قتال مختلط أمريكي، ولد في 9 يناير 1978 في ساكرامنتو في الولايات المتحدة.

## وصلات خارجية
- ديفيد تيريل على موقع يو إف سي (الإنجليزية)
- ديفيد تيريل على موقع شيردوغ (الإنجليزية)
- ديفيد تيريل على موقع Tapology.com (الإنجليزية)
- ديفيد تيريل على موقع IMDb (الإنجليزية)
- ديفيد تيريل على موقع قاعدة بيانات الفيلم (الإنجليزية)